# Lee Young-ju
Lee Young-ju (이영주?; 22 aprile 1992) è una calciatrice sudcoreana, centrocampista del Levante Badalona e difensore della nazionale sudcoreana.

## Carriera

### Nazionale
Lee inizia ad essere convocata dalla Federcalcio sudcoreana nel 2007, vestendo inizialmente la maglia della formazione Under-17, chiamata appena quindicenne in occasione della doppia amichevole del 10 e 12 dicembre con le pari età della Nuova Zelanda, collezionando l'anno successivo altre due presenze in amichevole, con la Danimarca il 23 e 25 agosto, siglando la sua prima rete in nazionale nel primo dei due incontri, e giocando in un torneo ufficiale FIFA quello stesso ottobre, venendo inserita in rosa nel Mondiale di Nuova Zelanda 2008, impiegata nella sconfitta per 2-1 con la Nigeria, condividendo con le compagne il traguardo dei quarti di finale e qui eliminata dagli Stati Uniti.
Del 2009 è la prima convocazione in formazione Under-20, con la quale tra amichevoli e partite ufficiali FIFA matura 15 presenze e disputa due Mondiali, quello di Germania 2010, dove la Corea del Sud si aggiudica il terzo posto, e il successivo di Giappone 2012, dove la sua nazionale viene eliminata ai quarti di finale dagli Stati Uniti che poi si aggiudicheranno anche il torneo.
Per indossare nuovamente la maglia della nazionale, quella maggiore, deve attendere altri due anni, inserita in rosa dal commissario tecnico Yoon Deok-yeo con la squadra che affronta i Giochi asiatici di Incheon 2014 e debuttando nel torneo il 17 settembre, nel secondo incontro del gruppo A della fase a gironi, vittoria per 10-0 sull'India. In quell'occasione gioca altri tre incontri, festeggiando con le compagne la conquista della medaglia di bronzo ripetendo il risultato della precedente edizione di Cina 2010.
Da allora Yoon la convoca con regolarità, disputando tre Coppa d'Asia, quelle di Vietnam 2014, Giordania 2018 e India 2022, ottenendo in quest'ultima sotto la guida tecnica del nuovo ct Colin Bell il suo risultato più prestigioso, il secondo posto, perdendo la finale con la Cina, tre Coppe dell'Asia orientale, nelle edizioni 2015, 2017 e 2019, e un Mondiale, quello di Francia 2019, inserita nella rosa delle 23 calciatrici in partenza per l'Europa maturando in quest’occasione, nella sconfitta con la Francia per 4-0, una presenza prima dell'eliminazione della sua nazionale già alla fase a gironi.

## Palmarès

### Club
- Campionato sudcoreano: 6

Incheon Hyundai Steel Red Angels: 2016, 2017, 2018, 2019, 2020, 2021